# Devrim
Devrim (с тур. — «революция») — четыре экземпляра легкового автомобиля, собранные в 1961 году по указанию президента Турции Джемаля Гюрселя к Дню Республики. На проектировку было отпущено четыре с половиной месяца. Планировалось серийное производство. Все детали автомобиля, кроме стёкол и шин, были изготовлены турецкими заводами. Было построено четыре экземпляра: три окрасили в кремовый цвет и один — в чёрный (последний лакировали по дороге с завода в Анкару). Сохранился лишь один автомобиль, который находится в городе Эскишехир (тур. Eskişehir), на территории предприятия, где он был собран.